# Mi delirio
Mi Delirio é o quinto álbum de estúdio da cantora e atriz mexicana Anahí, lançado em 24 de novembro de 2009, através das gravadoras EMI e Capitol Records. Musicalmente, é inspirado em música eletrónica, dance, rock, electropop e pop. Anahí atuou como compositora de algumas das canções do álbum e também estava envolvida na arte e design. Ela trabalhou com os produtores Gil Cerezo, Ulises Lozano, Armando Ávila e Sebastian Jacome. Há um cover de "Él Me Mintió", canção da cantora argentina Amanda Miguel, tanto como uma canção em resposta à "Hasta Que Te Conocí", canção do cantor mexicano Juan Gabriel, intitulado "Hasta Que Me Conociste". O álbum inclui principalmente gêneros eletrônicos em boa parte das faixas.
Nos Estados Unidos o disco ficou em segundo lugar no Billboard Latin Pop Albums e quarto no Billboard Top Latin Albums da Billboard, onde vendeu 22 mil cópias. O disco está posicionado em listas da Venezuela, Argentina, Peru, Croácia, México e Brasil, neste último, vendeu 25 mil cópias, sendo certificado disco de ouro. Obteve uma recepção positiva da crítica, que observou o estilo renovado raramente visto no pop latino. O álbum chegou a vender mais de 500 mil cópias mundialmente.
Mi Delirio obteve cinco singles. O primeiro, "Mi Delirio" recebeu boas críticas, além das posições nas listas dos Estados Unidos e de toda América Latina, foi indicado para vários prêmios. O segundo single foi "Me Hipnotizas", composta pela cantora Gloria Trevi e que teve grande sucesso, ganhando o prêmio Orgullosamente Latino em canção do ano. O terceiro single do álbum, "Quiero" foi lançado apenas na Espanha e foi um grande sucesso. O quarto single, "Alérgico" que está contido apenas na versão deluxe do álbum, foi considerado o single mais bem sucedido, conseguiu colher um enorme sucesso comercial, tornando-se a música número um em vendas, poucas horas depois do lançamento, e se tornou a segunda música mais ouvida no México, com uma boa recepção dos críticos. O último single do álbum foi "Para Qué", lançado como quinto e último single, para divulgar o primeiro DVD da cantora, que futuramente viria a ser cancelado, que recebeu boa crítica da mídia. O vídeo musical foi gravado ao vivo durante sua turnê mundial Mi Delirio World Tour.

## Conceito
O álbum marca a volta da cantora à carreira solo, após se dedicar exclusivamente ao grupo mexicano RBD durante 5 anos. O álbum se diferência do disco anterior, Baby Blue, pois contém canções alegres, sensuais e positivas, o que mostra um grande amadurecimento artístico por parte da cantora. O álbum foi gravado entre maio e setembro de 2009 em Los Angeles e na Cidade do México, sendo dirigido por Gil Cerezo, Ulises Lozano, Sebastian Jácome e Armando Ávila. O disco tem um toque mais eletropop, dançante, com uma fusão de ritmos eletônicos como em "Para Qué" e "Ni Una Palabra" e de genêros latinos em "Hasta Que Me Conociste".

## Composição
| |  |  |
| Gloria Trevi (à esquerda) é a compositora de "Me Hipnotizas" e Noel Schajris (à direita) foi o co-compositor de "Alérgico". |  |  |

A edição padrão do álbum contém 11 faixas, enquanto a edição deluxe contém 17 faixas, escritas por compositores como Noel Schajris, Claudia Brant, Gloria Trevi, Gil Cerezo, Sebastian Jácome, Ulises Lozano, Armando Ávila, Mario Sandoval, Maya Rudy e a própria Anahi que co-escreveu sete canções do álbum. "Ni Una Palabra" foi composta por Rudy Maya e Claudia Brant, e seria o primeiro single do disco, porém com o decorrer do projeto a canção foi substituída por "Mi Delirio", e só veio a fazer parte do álbum na versão deluxe.
Enquanto estava produzindo o álbum, Anahí pediu a cantora mexicana – e amiga pessoal – Gloria Trevi que escrevesse uma música para ela, pois queria uma composição sua em seu álbum. Trevi escreveu a canção "Me Hipnotizas", se tornando o segundo single do projeto. A canção "Te Puedo Escuchar" foi composta pela própria Anahí em homenagem a seu amigo Juan Pablo, que faleceu em uma acidente de carro em 2007. "Él Me Mintió" (1981) é um cover da cantora argentina Amanda Miguel, que ganhou novos arranjos. "No Te Quiero Olvidar" foi composta por Armando Ávila – com quem Anahí trabalhou diversas vezes enquanto esteve no RBD – e Angel Reyero.
Noel Schajris compôs junto com Anahí e Ana Mónica Vélez Solano a canção "Alérgico", um dos maiores sucessos do álbum. Claudia Brant também compôs "Pobre Tu Alma", que viria a ser o quarto e último single do disco, porém, devido ao início das gravações da telenovela Dos Hogares, Anahí encerrou a divulgação do álbum.

## Divulgação

### Apresentações ao vivo
Em 16 de junho de 2009, Anahí se apresentou pela primeira vez em carreira solo nos Premios Juventud, em Miami, como o primeiro single intitulado "Mi Delirio".
| “ | Foi tudo um delirio, uma loucura. Naquela premiação eu queria apresentar minha evolução, dar uma simples prova de como seria minha carreira como solista depois do RBD e pensei que não tinha nada a perder mostrando um pouco do que eu queria fazer. | ” |

No final de junho de 2009, a cantora apresentou a canção "Mi Delirio" no programa Don Francisco Presenta. Em 24 de outubro de 2009, um mês antes do lançamento do disco, a artista participou do evento EXA, cantando dois sucessos antigos, como "Desesperadamente Sola" do álbum Baby Blue (2000) e "Sálvame", de quando fazia parte do grupo RBD, e seu primeiro single em carreira solo. Em novembro, quando Anahí veio ao Brasil para iniciar a Mi Delirio World Tour, a cantora participou do Programa do Jô onde além de dar uma entrevista, conferiu pela primeira vez a versão física de seu álbum e ficou encantada, apresentou o single do mesmo nome do álbum e pela primeira vez a canção "Hasta Que Me Conociste". Na ocasião, Anahí explicou a Jô o significado da arte e encarte do disco, uma representação de seus sonhos. Logo depois que deixou o Brasil, a cantora foi para os Estados Unidos participar do programa Viva el Sueño e em seguida foi para a Argentina apresentar o single no Latin American Idol.
Em janeiro de 2010, a cantora lançou o segundo single do álbum, "Me Hipnotizas", onde foi apresentado pela primeira vez no programa mexicano Família con Chabelo e logo em seguida nos programas Muévete e Despierta America. Em 23 de fevereiro, Anahí se apresentou no Festival Viña del Mar, no Chile, cantando as canções "Mi Delirio", "Sálvame", um medley de alguns sucessos do RBD, e finalizou com "El Me Mintió", marcando o festival, sendo uma das performances mais mamoraveis.
Em junho a cantora viajou para a Espanha e cantou as canções "Quiero" e "Hasta que Llegues Tu" no programa Es Verano. No mês seguinte, apresentou a canção "Te Puedo Escuchar" nos Prêmios Juventud, sentada em uma lua, sendo bastante elogiada por sua performance. Em 04 de setembro, foi a apresentadora da primeira edição dos Kids Choice Awards México junto com o comediante Omar Chaparro, e apresentou os dois primeiros singles do álbum e pela primeira vez o terceiro single, "Alérgico". Em outubro a cantora desembarcou no Brasil novamente e se apresentou no Programa do Gugu, Programa Hebe, Domingo Legal e Tudo É Possível, além de dar entrevistas para o programa Acesso MTV e Eliana. Em 04 de dezembro, a cantora participou do Teleton no Equador e no dia seguinte voltou ao México para apresentar pela primeira vez o dueto com o cantor Noel Schajris, na canção "Alérgico", na final do programa Décadas. Ainda cantou um medley dos dois primeiros singles do álbum.

### Singles
- "Mi Delirio" foi lançado como primeiro single do álbum a nível mundial em 12 de agosto de 2009, através de download digital. Seu desempenho foi considerado relativamente bom, ficando durante 7 semanas na parada latina musical mais importante dos Estados Unidos, a Billboard, atingindo a vigésima nona posição.[11] Também fez bastante sucesso no México, conseguiu a 3ª posição no iTunes.[12] O vídeo musical da canção estreou no dia 17 de novembro de 2009,[13] fez com que a música fosse hit no Brasil, conseguindo ser o terceiro mais pedido na MTV Brasil, sendo assim, a primeira latina a entrar no programa "TOP 10 MTV". O vídeo também estreou nas MTV's por todo o mundo, como na França, Holanda, Austrália, África, Nova Zelandia, Polônia, entre outros. O vídeo também faz muito sucesso no programa TVZ da Multishow, consegunido o primeiro lugar por diversas vezes.[4]
- "Me Hipnotizas" foi lançado como segundo single do álbum. Foi escrita pela cantora mexicana Gloria Trevi e produzido pelo grupo Kinky. O single alcançou maior sucesso do que "Mi Delirio", sendo a sexta música mais tocadas nas paradas mexicanas. Ainda alcançou a nona posição no iTunes mexicano, já o clipe alcançou a primeira posição no mesmo chart.[11] O clipe foi gravado em Los Angeles e lançado no dia 1º de junho de 2010 pela MTV americana. Ficou 17 vezes em primeiro lugar na MTV Latina.[14][15][16]
- "Alérgico" foi o terceiro single de trabalho do álbum, onde entrou apenas na versão deluxe, sendo lançado em 19 de outubro de 2010, através de download digital.[17] Anahí lançou o single no iTunes de vários países e depois de algumas horas de lançamento, a canção conseguiu o primeiro lugar no México e na Spain Latin, trigésima sexta na Espanha e quadragésimo oitavo no USA Latin. O single teve 2 versões oficiais em espanhol: uma somente na voz da cantora e outra em um dueto com o cantor e autor da canção, Noel Schajris.[11][17][18] Anahí também gravou a versão em português do single, em parceria com o cantor Renne Fernandes.[19] O single foi a segunda canção mais tocada nas paradas mexicanas, alcançando a quarta posição no Equador e trigésima segunda no Top Latino, chart oficial da América Latina. "Alérgico" é considerado um dos maiores hits da cantora.[4]

#### Promocionais
- "Quiero" foi lançada como single apenas na Espanha, onde foi considerada o "Hit do Verão de 2010" por várias rádios espanholas. No dia 30 de janeiro de 2010 foi lançado oficialmente na "Rádio Dial tal Cual da Cadena Dial". Contudo, este não é o segundo single do disco, é apenas o primeiro single escolhido para lançar Anahí na Espanha. Seu vídeo foi filmado em Los Angeles, Califórnia, e foi lançado mundialmente no dia 26 de maio de 2010.[20][21]

| “ | A música se espalhou e os fãs adoraram, foi bem recebida em downloads digitais e começaram a pedi-lá até nas firmas de autógrafos no Brasil, eu sou um pouco supersticiosa, vi que a música estava me abrindo as portas e pensei que não poderia deixa-lá passar. | ” |

- "Para Qué" foi lançada como segundo single promocional do álbum em 11 de abril de 2011, pois seria a canção de divulgação do primeiro DVD da cantora. O clipe foi gravado ao vivo durante o show no dia 10 de outubro de 2010 em São Paulo, durante a Mi Delirio World Tour.[4] Porém, o DVD foi cancelado mas o vídeo foi lançado no canal oficial da cantora na plataforma Vevo.[22][23][24][25]

### Turnê
A turnê Mi Delirio World Tour iniciou em São Paulo em 03 de novembro de 2009, também passando pelo Rio de Janeiro e Fortaleza. Além do Brasil a turnê passou por diversos países como Espanha, Argentina, México, Estados Unidos, Colômbia, Venezuela, Paraguai e Uruguai. A revista Billboard colocou a turnê no sétimo lugar na lista das 10 turnês mais lucrativa do primeiro trimestre de 2010.

## Lista de faixas
A edição padrão do álbum contém onze canções, enquanto a edição Deluxe consiste em dezoito canções.
| Mi Delirio – Edição padrão |                          |                                                 |                |         |  |
| N.º                        | Título                   | Compositor(es)                                  | Produtor(es)   | Duração |  |
| 1.                         | "Mi Delirio"             | Anahí Miguel Blas Gil Cerezo Ulises Lozano      | Cerezo Lozano  | 3:13    |  |
| 2.                         | "Quiero"                 | Alejandro Landa Fernando Montesinos             | Armando Ávila  | 3:47    |  |
| 3.                         | "Qué Más Da"             | Anahí Amerika Jimenez Antonio Gibo              | Ávila          | 3:57    |  |
| 4.                         | "Hasta Que Llegues Tú"   | Rafael Esparza Gaby Moreno Jonathan Mead        | Ávila          | 3:28    |  |
| 5.                         | "No Te Quiero Olvidar"   | Ávila Angel Pontes                              | Ávila          | 3:49    |  |
| 6.                         | "Me Hipnotizas"          | Gloria Treviño                                  | Cerezo Lozano  | 3:53    |  |
| 7.                         | "Para Qué"               | Ximena Muñoz Sebastian Jácome                   | Jácome         | 3:22    |  |
| 8.                         | "Te Puedo Escuchar"      | Anahí Claudia Brant Rudy Maya Guillermo Rosas   | Ávila          | 4:24    |  |
| 9.                         | "Él Me Mintió"           | Amanda Miguel Diego Verdaguer Graciela Carballo | Cerezo Lozano  | 3:09    |  |
| 10.                        | "Gira La Vida"           | Anahí Richard Harris Facundo Monty              | Ávila          | 3:29    |  |
| 11.                        | "Hasta Que Me Conociste" | Juan Gabriel                                    | Cerezo Lozano  | 3:16    |  |
| Duração total:             | Duração total:           | Duração total:                                  | Duração total: | 40:25   |  |

| Mi Delirio – Faixas bônus da edição deluxe mexicana e internacional |                            |                                       |                |         |  |
| N.º                                                                 | Título                     | Compositor(es)                        | Produtor(es)   | Duração |  |
| 12.                                                                 | "Alérgico"                 | Anahí Ana Mónica Solano Noel Schajris | Ettore Grenci  | 3:55    |  |
| 13.                                                                 | "Ni Una Palabra"           | Anahí Maya Brant                      | Maya           | 2:47    |  |
| 14.                                                                 | "Pobre Tu Alma"            | Anahí Brant Mark Porttman Rosas       | Ávila          | 3:18    |  |
| 15.                                                                 | "Aleph"                    | Anahí Mario Sandoval                  | Sandoval       | 4:14    |  |
| 16.                                                                 | "Mi Delirio" (Acústica)    | Anahí Blas Cerezo Lozano              | Cerezo Lozano  | 3:26    |  |
| 17.                                                                 | "Mi Delirio" (Remix Kinky) | Anahí Blas Cerezo Lozano              | Cerezo Lozano  | 4:09    |  |
| Duração total:                                                      | Duração total:             | Duração total:                        | Duração total: | 1:02:14 |  |

| Mi Delirio – Faixas bônus da edição deluxe colombiana |                                            |                       |                |         |  |
| N.º                                                   | Título                                     | Compositor(es)        | Produtor(es)   | Duração |  |
| 18.                                                   | "Alérgico" (participação de Noel Schajris) | Anahí Solano Schajris | Grenci         | 4:01    |  |
| Duração total:                                        | Duração total:                             | Duração total:        | Duração total: | 1:02:17 |  |

| Mi Delirio – Faixas bônus da edição deluxe brasileira |                                              |                                 |                |         |  |
| N.º                                                   | Título                                       | Compositor(es)                  | Produtor(es)   | Duração |  |
| 18.                                                   | "Alérgico" (participação de Renne Fernandes) | Anahí Solano Schajris Fernandes | Grenci         | 4:03    |  |
| Duração total:                                        | Duração total:                               | Duração total:                  | Duração total: | 1:02:19 |  |

## Recepção comercial
O álbum recebeu críticas positivas, como da revista People En Español que publicou: "Trata-se de temas pop com toques eletrônicos; apesar dos arranjos serem arriscados, são inovadores e distintos dos demais já vistos na música pop latina. Ainda enfatizaram o fato de toda a produção parecer ter sido muito bem feita e planejada".
Nos Estados Unidos, o álbum debutou em quarto lugar na Billboard Top Latin Albums e em segundo na Latin Pop Albums, caindo para a posição 19 na semana seguinte, elevando-se para a décima-primeira posição em sua terceira semana e debutou na posição #195 no Billboard 200. O álbum vendeu 22 mil cópias na primeira semana de lançamento nos Estados Unidos. No México, o álbum debutou na vigésima oitava posição e na re-edição em décimo quarto no Mexican Pop Albums Chart ficando quinze semanas no Top 100. O site polaco Sunhk Music in Day considerou o disco como o de maior produção e co-produção das músicas apresentadas, entre elas destacam-se "Mi Delirio", "Para Qué" e "Hasta Que Llegues Tu" conforme foi exibido na lista 100 dos melhores discos do ano na Polônia, no qual Anahí aparece em segundo lugar no ranking, deixando para trás artistas como Lady Gaga e Rihanna.
A música "Quiero" além de se tornar o Hit do Verão nas rádios da Espanha, alcançou a primeira posição na rádio virtual Rocks Mine, no Reino Unido, tornando Anahí, a única latina a entrar no chart pela primeira vez. "Alérgico" foi a segunda música mais tocada no México em 2010, sendo nomeada aos Prêmios Juventud 2011.

## Prêmios e indicações
| Ano  | Prêmio                    | Indicação            | Resultado | Ref.   |
| ---- | ------------------------- | -------------------- | --------- | ------ |
| 2010 | Prêmios Juventud          | Me Muero Sin Ese CD  | Indicado  | [ 32 ] |
| 2010 | Orgullosamente Latino     | Disco Latino del Año | Indicado  | [ 33 ] |
| 2010 | Prêmios People en Español | Mejor Álbum          | Indicado  | [ 34 ] |

## Desempenho
| Tabelas musicais (2009-2010)                | Melhor posição |
| ------------------------------------------- | -------------- |
| Venezuela - Venezuela Albums Charts         | 1              |
| Estados Unidos - Latin Pop Albums           | 2              |
| Peru - Peru Albums Charts                   | 3              |
| Estados Unidos - Billboard Top Latin Albums | 4              |
| Eslovênia - Slovenia Top30                  | 4              |
| Brasil - Brasil Albums Charts               | 7              |
| México - Mexican Albums Charts Espanol      | 7              |
| Argentina - Argentina Albums Charts         | 9              |
| México - Mexican Albums Chart               | 14             |
| Croácia - Croácia Albums Kombiniranih       | 27             |
| Estados Unidos - Billboard 200              | 195            |

| Região                                                        | Certificação | Vendas  |
| ------------------------------------------------------------- | ------------ | ------- |
| Brasil (Pro-Música Brasil)                                    | Ouro         | 30,000^ |
| ‡vendas+valores de streaming baseados somente na certificação |              |         |

## Histórico de lançamento
| País           | Data                   |
| -------------- | ---------------------- |
| Reino Unido    | 23 de novembro de 2009 |
| Alemanha       | 23 de novembro de 2009 |
| Brasil         | 24 de novembro de 2009 |
| Espanha        | 24 de novembro de 2009 |
| Estados Unidos | 24 de novembro de 2009 |
| México         | 24 de novembro de 2009 |
| Argentina      | 24 de novembro de 2009 |

| País     | Data                   |
| -------- | ---------------------- |
| México   | 22 de novembro de 2010 |
| Espanha  | 22 de novembro de 2010 |
| Brasil   | 5 de dezembro de 2010  |
| Colômbia | 3 de março de 2011     |

## Créditos de elaboração
Créditos por Mi Delirio de acordo com o All Music:
- Anahí – vocais principais e de apoio, compositora, design
- Armando Ávila – Programação, guitarras eléctricas, direção de voz, compositor, produtor, coros, mezcla, piano
- Alejandra Galarza García – celo
- Ana Mónica Vélez Solano – compositora
- Amerika Jimenez – compositora
- Alejandro Landa – compositor
- Alan Lerma – violino
- Alberto Aguilera Valadez – compositor
- Amanda Miguel – compositora
- Arturo Fonseca Miquel – violino
- Antonio "Rayito" Rayo – compositor
- Ángel Reyero – compositor
- Andy Zulla – mezcla
- Camilo Lara – coordenadores da A&R
- Claudia Brant – compositora
- Diego Verdaguer – compositor
- Ettore Grenci – produtor
- Enrique "Bugs" Gonzáles – bateria
- Edith Citlali Morales Hernández – violino
- Fernando Grediaga – coordenadores da A&R
- Fernando Montesinos – compositor* Fernando Alberto - concertino
- Facundo Monty – compositor
- Francisco Oroz – engenheiro de som
- Francisco Ortega Garnelo – direção de corda
- Gil Cerezo – compositor, produtor
- Graciela Carballo – compositora
- Gaby Moreno – compositor
- Gloria Trevino – compositora
- Guillermo Rosas – compositor, produtor executivo
- José Del Aguila Cortés – violino
- Jonathan Mead – compositor
- Juan Carlos Guzmán – violino
- Jesús De Rafael – violino
- Juan Carlos Moguel – engenheiro de som
- Klint&photo – fotografia
- Luis Miguel Ortega – violino
- López Pérez – violino
- Mario Sandoval – compositor, produtor
- Mark Porttman – compositor
- María Valle Castañeda – celo
- Miguel Blas – compositor
- Noel Schajris – compositor
- Orozco Buendía – viola
- Pepe Ortega – engenheiro de som
- Ryan Smith – masterização
- Ricardo David – viola
- Rafael Esparza-Ruiz – compositor
- Renne Fernandes – compositor
- Richard Harris – compositor
- Richard Bull – Produtor executivo
- Rochito Rosas – Assistente de gravação
- Rudy Maya – compositor
- Sergio Arturo Vargas Chapela – violino
- Sebastian Jacomé – compositor, produtor
- Sergio Rodriguez – celo
- Ulises Lozano – compositor, produtor
- Ulises Manuel Gomez Pinzónm – viola
- Ulises Castillo – contra-baixo
- Victor Hugo Vilchis – Assistente de gravação
- Ximena Muñoz – compositora